# Epicephala trigonophora
Epicephala trigonophora är en fjärilsart som först beskrevs av Turner 1900.  Epicephala trigonophora ingår i släktet Epicephala och familjen styltmalar.
Artens utbredningsområde är Sri Lanka. Inga underarter finns listade i Catalogue of Life.